# Chloronia pennyi
Chloronia pennyi är en insektsart som beskrevs av Contreras-ramos 2000. Chloronia pennyi ingår i släktet Chloronia och familjen Corydalidae. Inga underarter finns listade i Catalogue of Life.